# Clasificación oceánica para la Copa Mundial de Rugby de 2015
La fase de clasificación para obtener la única plaza disponible en Oceanía para la Copa Mundial de Rugby de 2015 involucró a 5 selecciones y constó de dos rondas.

## Países preclasificados
Los siguientes equipos no participaron de este evento, pues obtuvieron la clasificación a Inglaterra 2015 por ubicarse en los tres primeros puestos de sus grupos en la Copa Mundial de Rugby 2011.
- Australia
- Nueva Zelanda
- Samoa
- Tonga

## Formato
En la primera ronda se usa el Oceania Cup 2013 de la FORU, allí participan 4 selecciones y sólo el campeón pasa a la segunda ronda.
La ronda 2, se trata de un partido entre Fiyi y el ganador del Oceania Cup en el país de mejor posición del ranking mundial. El ganador clasifica al mundial de 2015 como Oceanía 1.

## Ronda 1
La Oceania Cup 2013 que organizó la FORU, hoy Oceania Rugby, se disputó en Papúa Nueva Guinea durante el mes de julio de 2013. Los equipos participantes fueron:
- Islas Cook
- Papúa Nueva Guinea
- Islas Salomón
- Tahití

La selección de las Islas Cook ganó el torneo y con esto pasa a la ronda 2.

## Ronda 2
Fiyi recibió a las Islas Cook en una eliminatoria a partido único y venció por 108 - 6. Fiyi clasificó al mundial e integró el grupo A.
| 28 de junio de 2014 | Fiyi | 108 - 6 | Islas Cook | Churchill Park, Lautoka |  |